# Frances Egerton, Condessa de Bridgewater
Frances Egerton (nascida Stanley; Knowsley Hall, 1 de março de 1583 – Ashridge Park, 11 de março de 1635) foi uma nobre, mecenas das artes, e colecionadora de livros inglesa. Ela foi condessa de Bridgewater pelo seu casamento com John Egerton, 1.º Conde de Bridgewater. Ela possuía uma extensa coleção de livros e manuscritos, que hoje faz parte da Biblioteca Huntington, nos Estados Unidos.

## Família
Frances foi a segunda filha de Ferdinando Stanley, 5.º Conde de Derby e de Alice Spencer.
Os seus avós paternos eram Henrique Stanley, 4.º Conde de Derby e Margarida Clifford, neta de Carlos Brandon, 1.º Duque de Suffolk e de Maria Tudor. Os seus avós maternos eram John Spencer e Katherine Kytson.
Ela teve duas irmãs: Anne, cujo segundo marido Mervyn Tuchet, 2.º Conde de Castlehaven, foi sentenciado à morte devido ao crime de cumplicidade no estrupo da esposa, e Elizabeth, escritora, casada com Henry Hastings, 5.º Conde de Huntingdon. Numa dedicação de um livro, em 1610, Thomas Gainsford descreveu Alice e suas três filhas como "se movendo juntas como belos planetas em orbes conspícuos".

## Biografia
Alguns anos após a morte do pai de Frances, em 1594, a mãe dela, Alice, se casou com Thomas Egerton, 1.º Visconde Brackley, em 1600. Em 1601, Alice arranjou o casamento entre a filha e seu enteado, John Egerton, filho de Thomas com a primeira esposa, Elizabeth Ravenscroft. Eles se casaram no dia 27 de junho de 1602, quando Frances tinha 19 anos, e John tinha 22 ou 23. A partir da união, Alice e Thomas se tornaram um dos maiores proprietários de terras em Midlands, além de possuírem terras em Hertfordshire, Buckinghamshire e Northamptonshire.
Em 15 de março de 1617, o pai de John faleceu, e ele foi sucedido pelo filho nos títulos de visconde Brackley e barão Ellesmere, em Shropshire. O relacionamento entre Alice e John que já era hostil, após a morte de Thomas, piorou, e a única coisa que tinham em comum era a sua admiração por Frances. O novo visconde herdou a maior parte das propriedades do pai, avaliadas, na época, em £ 12 000 por ano. Assim, ao combinar a herança de John com a herança de Frances, o casal se tornou um dos mais ricos da Inglaterra.
Em 27 de maio de 1617, o rei Jaime VI da Escócia e I de Inglaterra promoveu John à posição de conde de Bridgewater. Em 1626, ele foi nomeado Conselheiro Privado; o conde também serviu em diferentes períodos como Lorde Tenente na Inglaterra e no País de Gales.
Frances era considerada uma mulher culta, altamente devota e bem versada em escritura religiosa pelos seus contemporâneos. Ela possuía uma coleção de livros significativa, os quais foram catalogados em 1627, e totalizados em 241 itens. A maioria dos livros estava em inglês, porém, dezoito livros estavam escritos em francês, mas nenhum em latim ou grego. Aproximadamente 15% dos livros eram traduções como Vidas Paralelas de Plutarco, Anais de Tácito, A Consolação da Filosofia por Boécio, Godofredo de Bolonha por Torquato Tasso, Dom Quixote de Miguel de Cervantes, e o Decamerão de Giovanni Boccaccio. O catálogo original dos livros de Frances, datado de 27 de outubro de 1627, está presente na coleção de manuscritos de Ellesmere, em Londres. Além da listagem original, houve duas atualizações ao inventário, uma em 1631, e outra em 1632.
Muitos dos livros possuem as inicias dela, F.B (F de Frances, e B de Bridgewater), carimbadas em ouro. Assim como outras mulheres do início da Idade Moderna, ela não deixou marginália em seus livros. Muitas das obras eram devocionais cristãos por autores como William Perkins, Joseph Hall e Francis Rous. Também havia livros de História, literatura, e de viagens, tais como as Fábulas de Esopo, A Rainha das Fadas, além de peças de William Shakespeare; outros títulos incluíam Of prayer and meditation por Richard Hopkins, a edição de 1619 de História Eclesiástica por Eusébio de Cesareia, e The New Covenant, Or The Saints Portion por John Preston (um presente da irmã, Elizabeth), etc. Essa era a coleção pessoal da condessa, guardada separadamente a de biblioteca maior do marido, mas, que foi incorporada àquela após a sua morte. Aumentada ao longo das gerações, a coleção da casa ficou conhecida como a Biblioteca de Bridgewater, cuja maior parte da coleção, hoje, faz parte da Biblioteca Huntington, na Califórnia. Também existem cartas sobreviventes escritas por Frances, como uma endereçada a Anne Newdigate.
Apesar de sua enorme coleção, provavelmente era Frances Wolfreston, uma contemporânea, quem possuía mais títulos do que a condessa de Bridgewater, tendo ela, talvez, possuído 200 títulos a mais do que Stanley.
Tanto Frances quanto a irmã, Elizabeth, costumavam ler livros por Andrewes, Hall e Bayly. Outros membros da família também compartilhavam livros entre si.
Sabe-se que os Egerton, ou, pelo menos, alguns membros do agregado familiar. praticavam astrologia. Segundo a autora Heidi Brayman Hackel:
"a Condessa também possuía vários livros com conexões marianas ou recusantes: A Right Godly Rule (um livro de orações baseado numa edição mariana), um Iesus Psalter (um popular livro de devoção católico), e várias obras pelo poeta recusante, Robert Southwell. O arquivamento de A Right Godly Rule, ao lado de uma edição por Southwell, impressa pela imprensa católica secreta, confirma que a Condessa estava, de fato, ciente das influências marianas e recusantes em sua biblioteca."
A condessa conhecia muitos autores proeminentes, tais como John Donne (quem, provavelmente, conhecia Frances desde seu nascimento) e John Milton. Ela possuía 123 poemas escritos por Donne, além de um punhado de poemas de outros autores. Já a mascarada de Milton, Comus, escrita para homenagear a ascensão de John ao cargo de Lorde Presidente de Gales, foi apresentada no Castelo de Ludlow, em 1634, e contou com a participação dos três filhos mais novos do casal, John, Thomas e Alice, nos papéis principais.
Frances, a mãe e as irmãs foram o tema da dedicação do verso de The Holly Roode de John Davies de Hereford. Thomas Newton dedicou sua obra Atropoïon Delion, Or The Death of Delia à mãe dela, Alice, além de versos acrósticos à Frances e Às irmãs. Já John Attey dedicou seu livro, The First Book of Ayres of 4 Parts With Tabletorie for the Lute, à Frances e ao marido.
A condessa também se interessava por música, assim como a família Egerton no geral, e Frances e John se orgulhavam muito e apreciavam as conquistas musicais dos filhos. Muits anos antes de se casar, Frances esteva presente em New Park, em outubro de 1588, quando a trupe de atores, Queen Elizabeth's Men, fez uma apresentação. Ela, provavelmente, também esteava presente quando Queen's Men e outros grupos, Essex's Men, Leicester's Men e Lord Strange's Man (companhia do pai dela) fizeram apresentações para a família Stanley. 
O casal empregava diversos instrutores para garantir a educação adequada aos filhos. O professor de francês era um francês chamado Sr. Aronell, o professor de alaúde era o Sr. Newport, e a senhora Heard ensinava dança, canto e música. Mais tarde, eles contrataram Henry Lawes, um compositor, para ensinar as crianças mais jovens.
Em 1633, o conde a condessa de Bridgewater encomendaram um epicedium, composto por vários epitalâmios e versos acrósticos, para celebrar o casamento da filha, Magdalen, com Sir Gervase Cutler. A obra incluí dois brasões pintados nas cores apropriadas e folheados a ouro, um emblema de arqueiros em aquarela com a legenda Omnia vincit amor, além duma árvore genealógica, pintada e decorada, da família Egerton; a obra possuí 29 páginas, e está escrita em inglês e latim.
A condessa faleceu em 11 de março de 1635, aos 52 anos, e foi enterrada no cemitério da Igreja de São Pedro e São Paulo, na vila de Little Gaddesden, em Hertfordshire. A morte dele serviu como tema para um poema funerário por Robert Codrington.

## Descendência
- Frances Egerton (c. 1603 – 27 de novembro de 1664), foi a segunda esposa de Sir John Hobart, 2.º Baronete Hobart de Intwood, com quem teve uma filha, Philippa;
- Elizabeth Egerton (c. 1604 – 20 de março de 1687/88), foi casada com David Cecil, 3.º Conde de Exeter, com quem teve três filhos;
- Mary Egerton (1606 – 1659), foi casada com Richard Herbert, 2nd Barão Herbert de Chirbury, com quem teve doze filhos;
- Penelope Egerton (1610 – antes de 16 de julho de 1658), foi casada com Sir Robert Napier, 2.º Baronete Napier de Luton Hoo, com quem teve três filhos;
- Magdalen Egerton (c. 1615 - 24 de setembro de 1664), foi a segunda esposa de Sir Gervase Cutler, mas não teve filhos;
- James Egerton (21 de setembro de 1616 - dezembro de 1620), visconde Brackley;
- Charles Egerton (c. 1617 - abril de 1623), visconde Brackley;
- Alice Egerton (c. 1619 - c. julho de 1689), foi a terceira esposa de Richard Vaughan, 2.° Conde de Carbery. Não teve descendência;
- Arabella Egerton (m. c. 1669), foi esposa de Oliver St. John, 5.º Barão St John de Bletso, com quem teve três filhos;
- Catherine Egerton, esposa de William Courten, com quem teve dois filhos;
- Anne Egerton, que morreu jovem;
- Cecilia Egerton, que morreu solteira;
- John Egerton, 2.º Conde de Bridgwater (junho de 1623 - 26 de outubro de 1686), sucessor do pai, além de lorde tenente de Chester, Lancaster e Hertfordshire. Foi casado com Elizabeth Cavendish, com quem teve quatro filhos;